# Poma-Lift
Poma-Lift (czasem zwany Poma) – stworzony i opatentowany w 1935 roku przez Jeana Pomagalskiego system wyciągu narciarskiego, w którym elementem będącym w stałym obiegu jest jedynie lina, zaś jako urządzenia holujące zastosowano wysięgniki zakończone plastikowymi, jednoosobowymi talerzykami. Urządzenia te są wypuszczane na trasę jedynie w chwili uchwycenia ich na dolnej stacji przez narciarza.

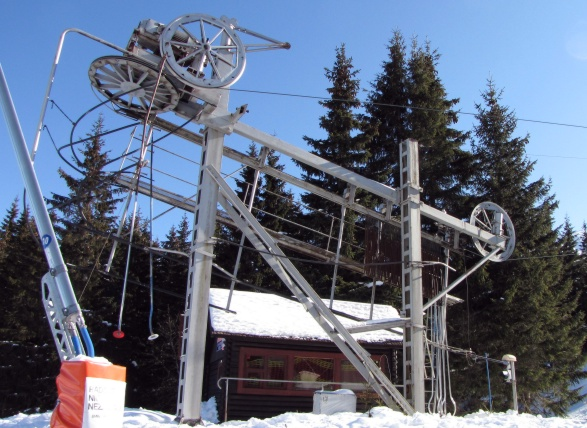
Dolna stacja wyciągu talerzykowego typu POMA, Chopok Słowacja

## Zasada działania
Wprzęgło systemu Poma-Lift posiada kształt rurki. Na stacji dolnej jest ono obracane (poprzez system metalowych prowadnic) tak, by lina napędowa mogła swobodnie przez nie przechodzić - dzięki temu urządzenie holujące (na które składa się zawieszenie w postaci sprężyny i aluminiowego drąga oraz plastikowy talerzyk) jest zatrzymywane i składowane. Czoło magazynu jest zakończone specjalną blokadą, uniemożliwiającą samoczynny wyjazd "talerzyków" na trasę. Uchwycając pierwszy w kolejności "talerzyk" ciągnie się go w dół, powodując zwolnienie blokady i automatyczne obrócenie się wprzęgła tak, by siła tarcia, wywołana poprzez ukośnie naciskającą na linę "rurkę" wprzęgła (siła wywołana przez nacisk narciarza) nie pozwoliła urządzeniu holującemu zsuwać się z niej. W rezultacie "talerzyk" zostaje wprzęgnięty na linę i porusza się razem z nią, holując narciarza na górę.
Na stacji górnej (końcowej) narciarz puszcza urządzenie holujące, które w drodze powrotnej do stacji dolnej nadal jest stabilnie zamocowane na linie (na skutek własnego ciężaru powodującego ukośne ustawienie się wprzęgła na linie napędowej). Często jednak zdarza się, że siła odśrodkowa, powstała przy zawracaniu "talerzyka" na kole końcowym, jest tak duża, iż powoduje zmianę nachylenia wprzęgła urządzenia holującego względem liny napędowej, skutkiem czego przesuwa się ono na niej wprzód o kilkanaście centymetrów.
Wyciągi systemu Poma-Lift, jak dotąd jako jedyne spośród narciarskich linowych urządzeń holujących, umożliwiają poprowadzenie trasy wyciągu po linii łamanej. Zmiana kierunku biegu liny odbywa się na podporze w kształcie bramki, wyposażonej w dwa ustawione poziomo duże koła. Przykładem wyciągu zbudowanego w systemie Poma-Lift i biegnącego po trasie załamanej jest wyciąg narciarski A3 Zalomený (typ H, prod. TATRAPOMA a.s. / Pomagalski S.A.), znajdujący się w miejscowości Rokytnice nad Jizerou, w Czechach (w mniej więcej połowie trasy lina zmienia kierunek ruchu o ok. 45 stopni).
Koniec wyciągu zbudowanego w systemie Poma-Lift jest często tzw. "pływającym kołem", tj. kołem przymocowanym do wózka wiszącego poziomo na linach napinających - umożliwia to ruch koła względem osi trasy wyciągu. Napinanie liny napędowej odbywa się w sposób grawitacyjny lub hydrauliczny (system hydrauliczny jest stosowany w przypadku stacji końcowej będącej nie "pływającym kołem", a betonowym kompleksem stałych podpór).
Producenci wyciągów pracujących w systemie Poma-Lift to między innymi Pomagalski S.A. i jego słowacka spółka-córka TATRAPOMA a.s. oraz francuska firma Montaz Mautino.